# شباب بوخالفة
شباب بوخالفة هو فريق كرة قدم جزائري تأسس في بوخالفة خلال عام 1981م ضمن ولاية تيزي وزو ومنطقة القبائل وعروش زواوة.

## التاريخ
كان شباب تادمايت ينشط ضمن القسم الشرفي من رابطة كرة القدم لولاية تيزي وزو خلال موسم 2017م · .
ويهدف هذا النادي خلال موسم 2018إلى الصعود إلى الرابطة الجهوية الثانية لكرة القدم [الإنجليزية] · .